# Койот (телесериал)
«Койот» (англ. Coyote) — американская криминальная драма, в главной роли сыграл актёр Майкл Чиклис. Премьера состоялась 7 января 2021 года на CBS All Access.

## Сюжет
Бен Клемонс 32 года проработал в качестве пограничника между Мексикой и Америкой. По ряду обстоятельств он оказывается «переброшенным» по ту сторону стены, более того, ему приходится взаимодействовать с людьми, которых он всю жизнь старался не подпускать к границе… Глубже погружаясь в жизнь по ту сторону стены, Бен начинает осознавать ограниченность своего восприятия мира и то, что он ошибочно делит всё происходящее на «чёрное» и «белое».

## В ролях
- Майкл Чиклис — Бен Клемонс[2]
- Хуан Пабло Раба — Хуан Диего «Эль Катрин» Самора
- Адриана Пас — Сильвия Пенья
- Кристиан Феррер — Данте
- Октавио Писано — Султан
- Синтия Макуильямс — Холли Винсент
- Хулио Седильо — Нето Мендес
- Эми Мена — Мария Елена Флорес
- Келли Уильямс — Джилл Керр

## Список эпизодов
| № общий | № в сезоне | Название           | Режиссёр        | Автор сценария                              | Дата премьеры |
| ------- | ---------- | ------------------ | --------------- | ------------------------------------------- | ------------- |
| 1       | 1          | «Call of the Void» | Мишель МакЛарен | Майкл Карнес, Джош Гилберт и Дэвид Гразиано | 7 января 2021 |
| 2       | 2          | «Silver or Lead»   | Мишель МакЛарен | Майкл Карнес, Джош Гилберт и Дэвид Гразиано | 7 января 2021 |
| 3       | 3          | «Sin of Origin»    | Гай Ферленд     | Дэвид Гразиано и Мария Рене Пруденсио       | 7 января 2021 |
| 4       | 4          | «Juan Doe»         | Гай Ферленд     | Дэвид Гразиано и Катрина Кабрера Ортега     | 7 января 2021 |
| 5       | 5          | «King Tide»        | Стивен Кей      | Майкл Карнес и Дэвид Гразиано               | 7 января 2021 |
| 6       | 6          | «Plaza De Nada»    | Стивен Кей      | Джош Гилберт и Ксения Мельник               | 7 января 2021 |

## Производство

### Разработка
О разработке сериала было впервые объявлено 1 мая 2019 года. 26 июня 2019 года стало известно, что Paramount Network разместила заказ на выпуск 10 серий. 19 ноября 2020 года было объявлено, что сериал дебютирует на CBS All Access, а не на Paramount Network.

### Съемки
Съемки проходили в Нижней Калифорнии в январе 2020 года.